# John Cockerill
John Cockerill (ur. 3 sierpnia 1790 w Haslingden, zm. 9 czerwca 1840 w Warszawie) – brytyjski przedsiębiorca i pomysłodawca innowacji technologicznych, założyciel w Belgii pierwszego zintegrowanego kompleksu przemysłowego, obejmującego wielki piec, odlewnie, kuźnie, walcownie i in., zlokalizowanego w pobliżu kopalni węgla i kopalni rudy żelaza, sieci kolejowej i portu morskiego. 
Jego działalność umożliwiła rozwój gospodarczy regionu w wielu kolejnych dziesięcioleciach. 
Działał też poza regionem, od Petersburga przez Warszawę, Berlin, Paryż do Londynu. 
W Polsce był zaangażowany m.in. w uruchamianie wytwórni sukna w Warszawie (zakład „Poland”) i w Przedborzu (Królestwo Polskie, województwo sandomierskie).
Zmarł na tyfus w Warszawie, wracając z Petersburga.

## Upamiętnienie
Grób i pomnik Johna Cockerilla znajduje się przed ratuszem w Seraing.
Został upamiętniony pomnikiem w Brukseli. 
Przy Place Cockerill w Liège mieści się część budynków tamtejszego uniwersytetu. 
Z okazji 200-lecia przyjazdu Johna Cockerilla do Seraing grupa Cockerill Maintenance & Ingénierie (CMI) stworzyła prywatną John Cockerill Foundation, której celem jest szerzenie wiedzy o jego dorobku. Uroczyste obchody rocznicy zorganizowano z udziałem Miasta Liège, l’Académie Royale de Belgique, Uniwersytetu w Liège i in.

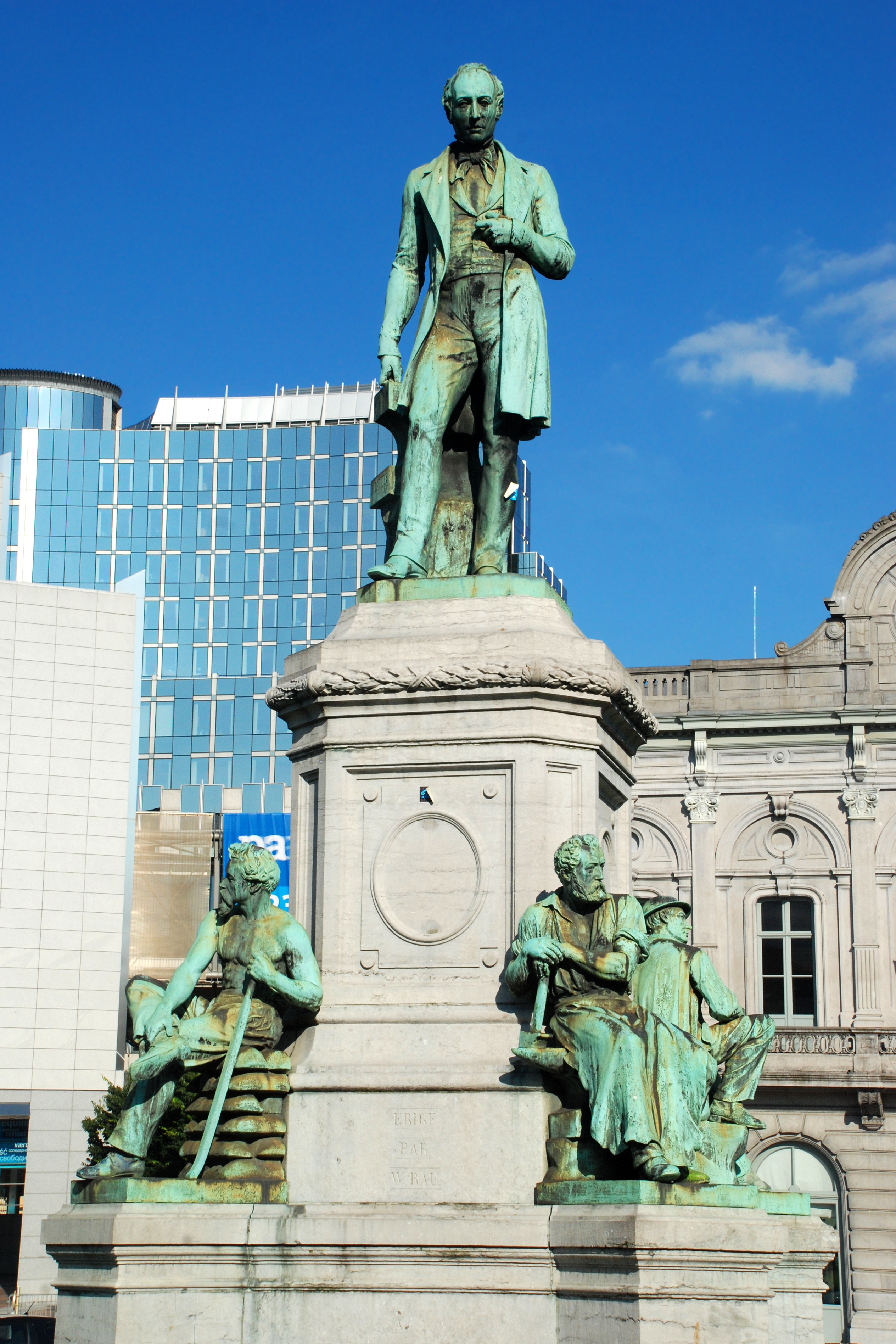
Monument à John Cockerill(inne języki) w Brukseli
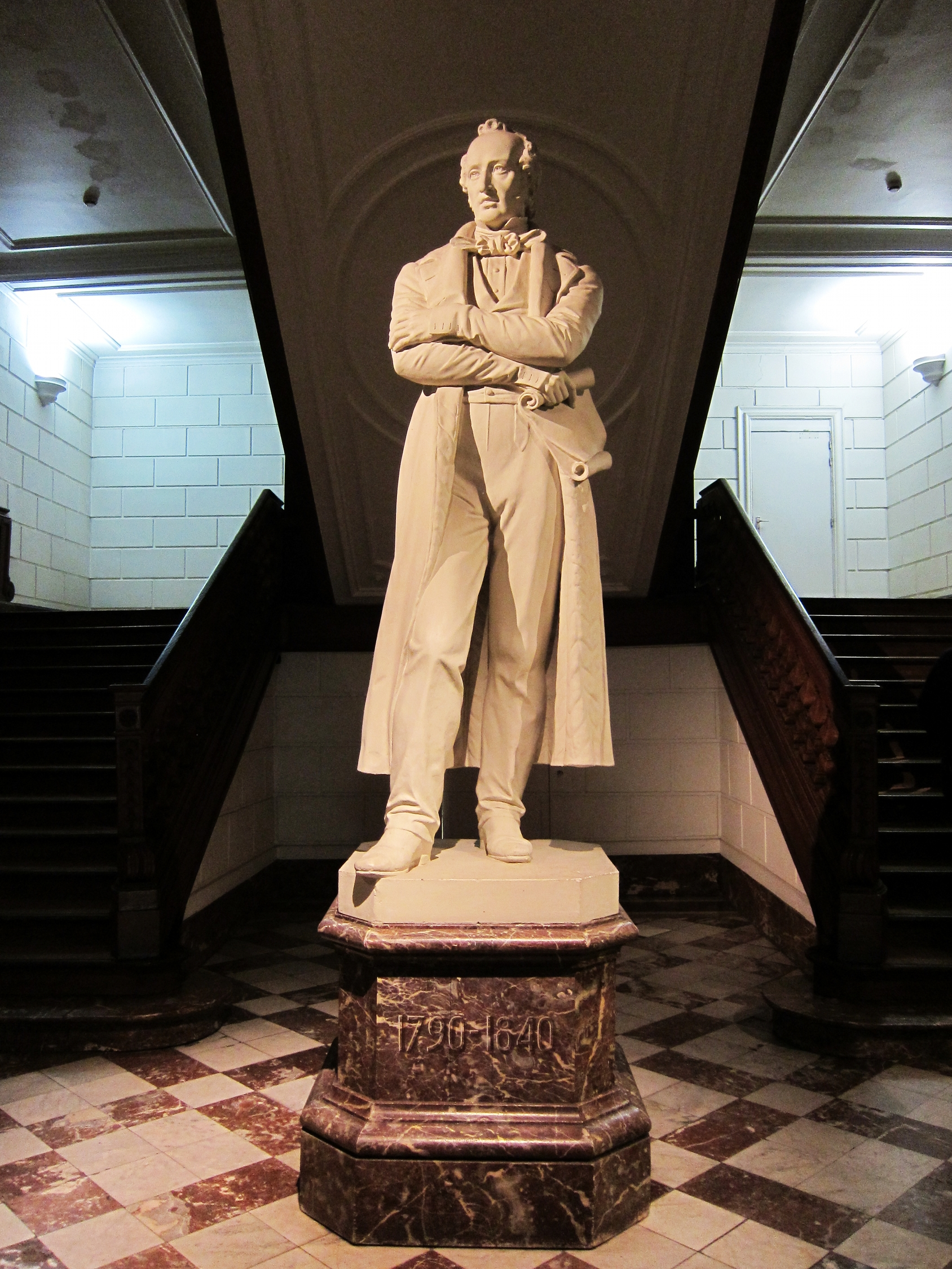
Pomnik w Seraing
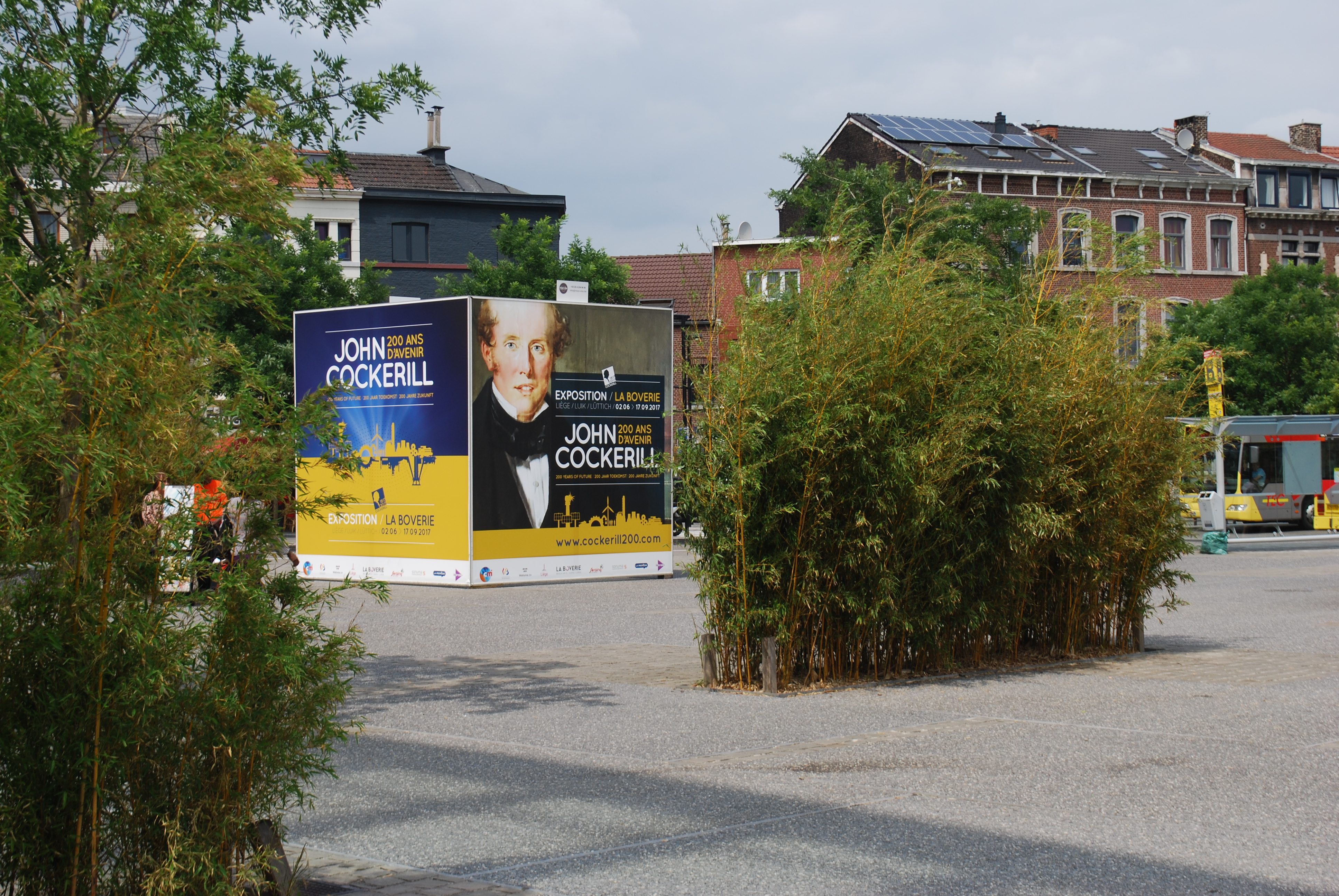
Tablica informacyjna w okolicy Liège-Guillemins